# Filip Kvasina
Filip Kvasina, né le 29 octobre 1998, est un coureur cycliste croate, membre de l'équipe Meridiana Kamen. Ses deux frères Danijel et Matija sont également coureurs cyclistes.

## Palmarès sur route

### Par année
| - 2015 - 3e du championnat de Croatie du contre-la-montre juniors - 2016 - Champion de Croatie du contre-la-montre juniors - 2e du championnat de Croatie sur route juniors - 2017 - 2e du championnat de Croatie sur route espoirs - 3e du championnat de Croatie du contre-la-montre espoirs - 2018 - 4e étape de la Carpathian Couriers Race | - 2019 - 2e du championnat de Croatie du contre-la-montre espoirs - 2020 - 2e du championnat de Croatie du contre-la-montre espoirs - 2e du championnat de Croatie sur route espoirs - 2021 - 3e du championnat de Croatie sur route - 2022 - 3e du championnat de Croatie du critérium |

### Classements mondiaux
| Année                                 | 2017  | 2018  | 2019  | 2020 | 2021  | 2022  |
| ------------------------------------- | ----- | ----- | ----- | ---- | ----- | ----- |
| Classement mondial                    | 2105e | 2312e | 1929e | 550e | 1440e | 2511e |
| UCI Europe Tour                       | 1364e | 1549e | 1266e | 448e | 1025e | 1535e |
|                                       |       |       |       |      |       |       |
| Légende : nc = non classéSource : UCI |       |       |       |      |       |       |

## Palmarès en cyclo-cross
- 2020-2021
  - 3e du championnat de Croatie de cyclo-cross